# Hasan Ali Toptaş
Hasan Ali Toptaş (* 15. Oktober 1958 in Çal, Denizli) ist ein türkischer Schriftsteller.

## Leben
Hasan wurde 1958 in Çal geboren und wuchs in Buldan als Sohn eines Kraftfahrers auf. Toptaş absolvierte das türkische Pendant zum Gymnasium und die höhere Berufsschule für Finanzbeamte. Ab 1981 arbeitete Toptaş als Gerichtsvollzieher in mehreren Kleinstädten und ist heute Beamter im Finanzministerium in Sincan nahe Ankara.
Die Einsamkeit als durch berufliche Versetzungen Zugezogener und Fremdling der ortsansässigen Gesellschaft brachte den ohnehin Introvertierten zum Schreiben.

„Vielleicht hat mich die Wucht der Einsamkeit, die ich in diesen Kleinstädten erlebt habe, vollkommen in die Welt der Buchstaben getrieben. Dieses Leben, das in kleinen Provinzstädten gelebt wird, die Bürgermeister, die Weinfeste, die Minibusse, all ihre Vermissten, die schweigenden Frauen, die Kinder, die sich in die Kinosäle schmuggeln, die Menschen, die von der Last des Lebens erdrückt sind, ihre Sorgen, ihre Ausweglosigkeit, ihre Geschichten, die im Licht der Petroleumlampe erzählt werden – sie alle fanden Eingang in meine Erzählungen und Romane.“

Nachdem er zahlreiche Kurzgeschichten in Zeitschriften und Anthologien hatte unterbringen können, kam 1987 sein erster eigener Band mit Erzählungen heraus. Persönlichkeit des Lächelns war so oft abgelehnt worden, dass Toptas das Buch schließlich auf eigene Kosten drucken ließ. Erst 1994 folgte beinah schlagartig die breite öffentliche Anerkennung mit dem Roman Die Schattenlosen. Seither hat er drei eigene Sammelbände mit Kurzgeschichten und vier Romane veröffentlicht. Im Mai 2006 wurde ihm mit dem Orhan-Kemal-Preis der angesehenste Literaturpreis der Türkei verliehen. Die Literaturwissenschaftlerin Yıldız Ecevit sagte über ihn: „Hasan Ali Toptaş ist einer der wenigen Meilensteine der türkischen Literatur der letzten 25 Jahre.“ Der Zürcher Unionsverlag legte im Rahmen seiner Türkischen Bibliothek im August 2006 den Roman Die Schattenlosen erstmals in deutscher Übersetzung vor. Im November 2006 ging Toptaş gemeinsam mit seinem Übersetzer auf eine ausgedehnte Lesereise durch Deutschland. 2013 erhielt er den Sedat-Simavi-Preis für Literatur, doch die auslobende Türkische Journalistenvereinigung (TGC) annullierte 2020 die Preisvergabe nach publik gewordenen Vorwürfen gegen den Autor.

## Werke (Auswahl)
- Die Schattenlosen (Übersetzung von Gerhard Meier) Unionsverlag, Zürich 2006 (Türkische Bibliothek). 265 S. ISBN 3-293-10004-X
- Bin Hüzünlü Haz Türkiye İş Bankası Kültür Yayınları, Aralık 2002. ISBN 975-458-398-6[7]